# Maurice Garin

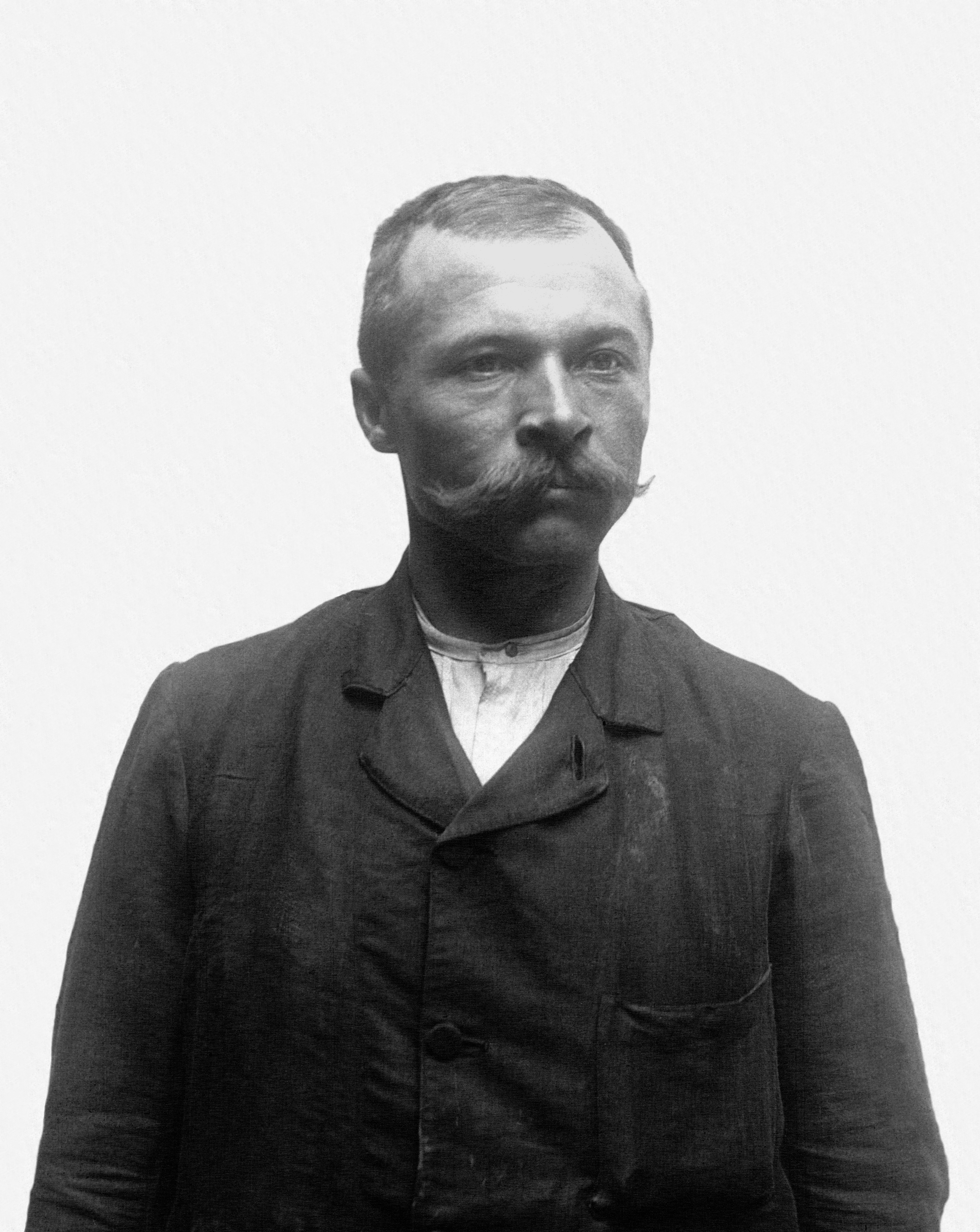
Maurice Garin

Maurice Garin (Arvier, 1871. március 3. – Lens, 1957. február 18.) francia kerékpáros, az 1903-as Tour de France győztese.

## Élete
1871. március 3-án született Arvierben, Olaszországban. Később családjával Franciaországba költözött, és kéményseprőként dolgozott. Pályafutása befejezése után műhelyt nyitott Lens-ben. 1957. február 18-án halt meg.

## Pályafutása
1903-ban megnyerte az első Tour de France kerékpáros körversenyt; egy évvel később ismét nyert, azonban az egyik szakaszt részben vonattal teljesítette, ezért kizárták a versenyből.
Az 1903-as Tour de France
Az első szakaszt 17h 45' 13" alatt teljesítette, ezzel megnyerte a Tour de France történetének első szakaszát. A 2. szakaszon 4. lett, majd a 3. etapon is 4., a 4. szakaszon 5., az 5. szakaszt ismét megnyerte, majd a 6. utolsó szakaszon is első lett.